# Zingiber macradenium
Zingiber macradenium là một loài thực vật có hoa trong họ Gừng. Loài này được Karl Moritz Schumann miêu tả khoa học đầu tiên năm 1899.

## Mẫu định danh
Mẫu định danh: Beccari O. 10983; do Odoardo Beccari (1843-1920) thu thập tháng 9 (ZRC ghi là tháng 8) năm 1878 ở tọa độ khoảng 0°45′1″N 100°20′18″Đ / 0,75028°N 100,33833°Đ, Sungei Bulu, Padang, tỉnh Tây Sumatra. Mẫu holotype lưu giữ tại Bảo tàng Lịch sử Tự nhiên Italia ở Firenze (FI). Hai mẫu lưu giữ tại Vườn Thực vật Hoàng gia tại Edinburgh là Beccari O. 10983 và Beccari O. 10983b (cùng ngày và địa điểm thu mẫu holotype).

## Phân bố
Loài này là đặc hữu đảo Sumatra; có tại các tỉnh Bắc Sumatra, Tây Sumatra, Indonesia.

## Phân loại
Schumann (1904) xếp Z. macradenium trong tổ Lampugium (= Zingiber).

## Hình ảnh

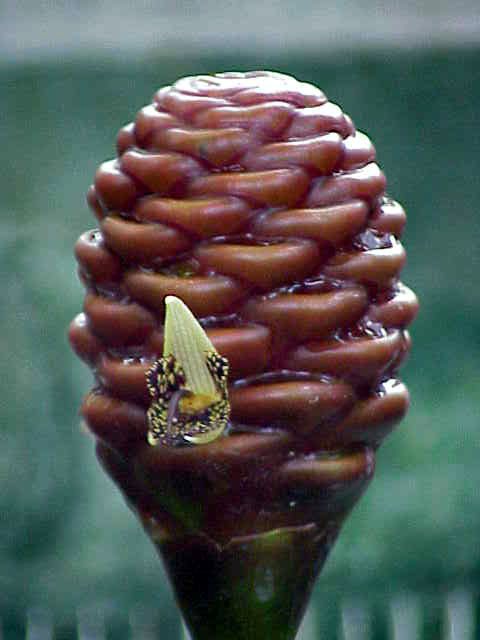
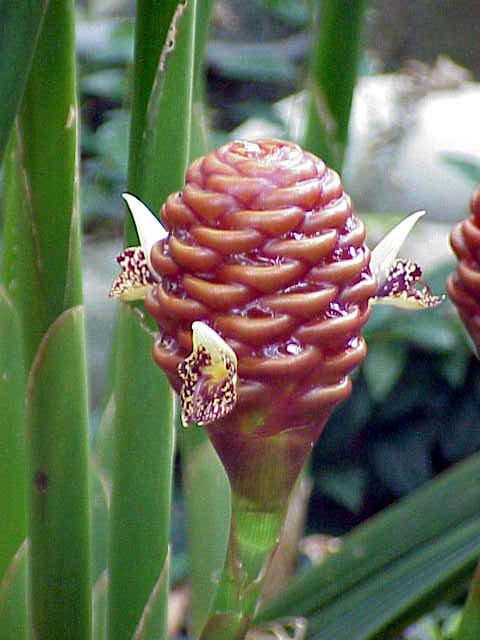

## Mô tả
Cây thảo lâu năm, mập, mọc cao 0,75-1,5 m. Thân lá đường kính 1 cm. Lá có bẹ cao, bẹ rất rộng, tới 1,5 cm ở đỉnh, mép đỉnh dạng màng-mỏng, có sọc, nhẵn nhụi; lưỡi bẹ mỏng mảnh, dạng màng, thuôn tròn, dài 10 mm; cuống lá gần như không có. Phiến lá thẳng lớn, dài 45–50 cm, rộng 4–5 cm ở đoạn giữa, đỉnh thon nhỏ dần-nhọn thon đáy thuôn tròn, hai mặt nhẵn nhụi. Cụm hoa mọc từ thân rễ; cuống cụm hoa dài; cành hoa bông thóc hình trụ, tù, dài 20 cm, đường kính 7 cm, tương tự như cành hoa ở tổ Hitcheniopsis của chi Curcuma. Lá bắc lớn, thuôn dài-hình trứng ngược, dài 5–6 cm, rộng 2–3 cm, đỉnh thuôn tròn, nhẵn nhụi, màu vàng khi khô chuyển thành nâu hạt dẻ-nâu đỏ. Lá bắc con lớn, dài 5,5–6 cm, xoắn. Bầu nhụy dài 4 mm, nhẵn nhụi. Đài hoa dạng mo, dài 2,5–3 cm, chẻ một bên, mỏng mảnh. Ống tràng dài 3-5,5 cm. Các thùy tràng hoa mỏng mảnh, hình mác, gần dài bằng nhau khoảng 3 cm, màu vàng-trắng; cánh môi hình trứng ngược rất rộng, có khía răng cưa, màu máu sẫm tới tía đen hay tím sẫm, đỉnh có đốm màu ánh vàng, 3 thùy; thùy giữa ngắn, chia 2 thùy con, các thùy bên ngắn, tù. Bao phấn dài 1,5 cm; phần phụ liên kết dài bằng bao phấn; các tuyến mật hình dùi, dài 10 mm. Ra hoa khoảng tháng 9.